# Myrothecium inundatum
Myrothecium inundatum är en svampart som beskrevs av Tode 1790. Myrothecium inundatum ingår i släktet Myrothecium, ordningen köttkärnsvampar, klassen Sordariomycetes, divisionen sporsäcksvampar och riket svampar.   Inga underarter finns listade i Catalogue of Life.